# Slendang

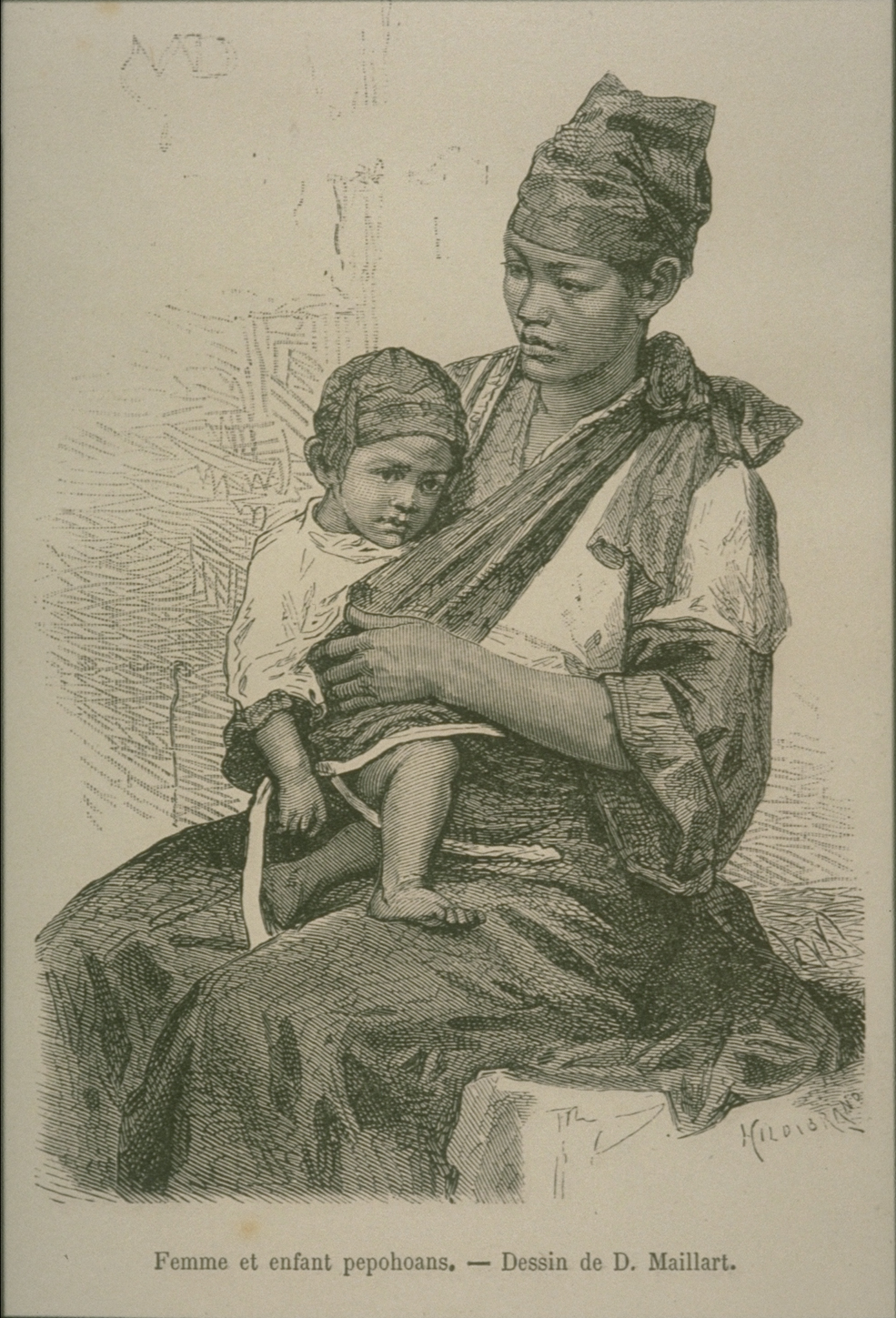
Moeder met kind (Taiwan, 1875)

Een slendang of draagdoek is een doek waarmee een ouder een baby of peuter op zijn lichaam kan binden en zo kan dragen. De doek is ongeveer 2 meter lang en 1 meter breed, en van dunne, stevige stof gemaakt. Hij wordt over de ene schouder en onder de andere arm door geknoopt, waarbij de baby als in een soort hangmat tegen de borst ligt.
Met enige oefening kan de baby in de slendang worden gevoed. Doordat de baby in de slendang dicht bij de moeder wordt gedragen, produceert zij meer prolactine, een hormoon dat de melkproductie reguleert. Ook wordt het voor de moeder makkelijker te constateren wanneer de baby wil drinken.
In traditionele culturen wordt een draagdoek vaak als vanzelfsprekend ervaren. In de westerse cultuur zijn draagdoeken vrij uitzonderlijk, hoewel ze meer en meer gebruikt worden.

## Aanbrengen
- vouw de doek in de lengte dubbel
- leg hem met de open kant naar je toe over je schouder
- knoop de doek op je heup vast met een dubbele knoop
- draai de knoop naar je rug
- leg de baby op je schouder
- houd de doek met je andere hand open
- laat de baby met een halve draai op z'n rug in de doek zakken
- sla het schouderstuk terug zodat er een draai ontstaat en een goed breed draagvlak
- zorg ervoor dat de baby met het hoofd op harthoogte ligt.

## Naam
De naam slendang of selendang komt uit het Maleis. In Indonesië is het, behalve een draagdoek, ook een traditioneel kledingstuk voor mannen en vrouwen. Het is een, meestal gebatikte, doek die over de schouder wordt gedragen.

## Afbeeldingen

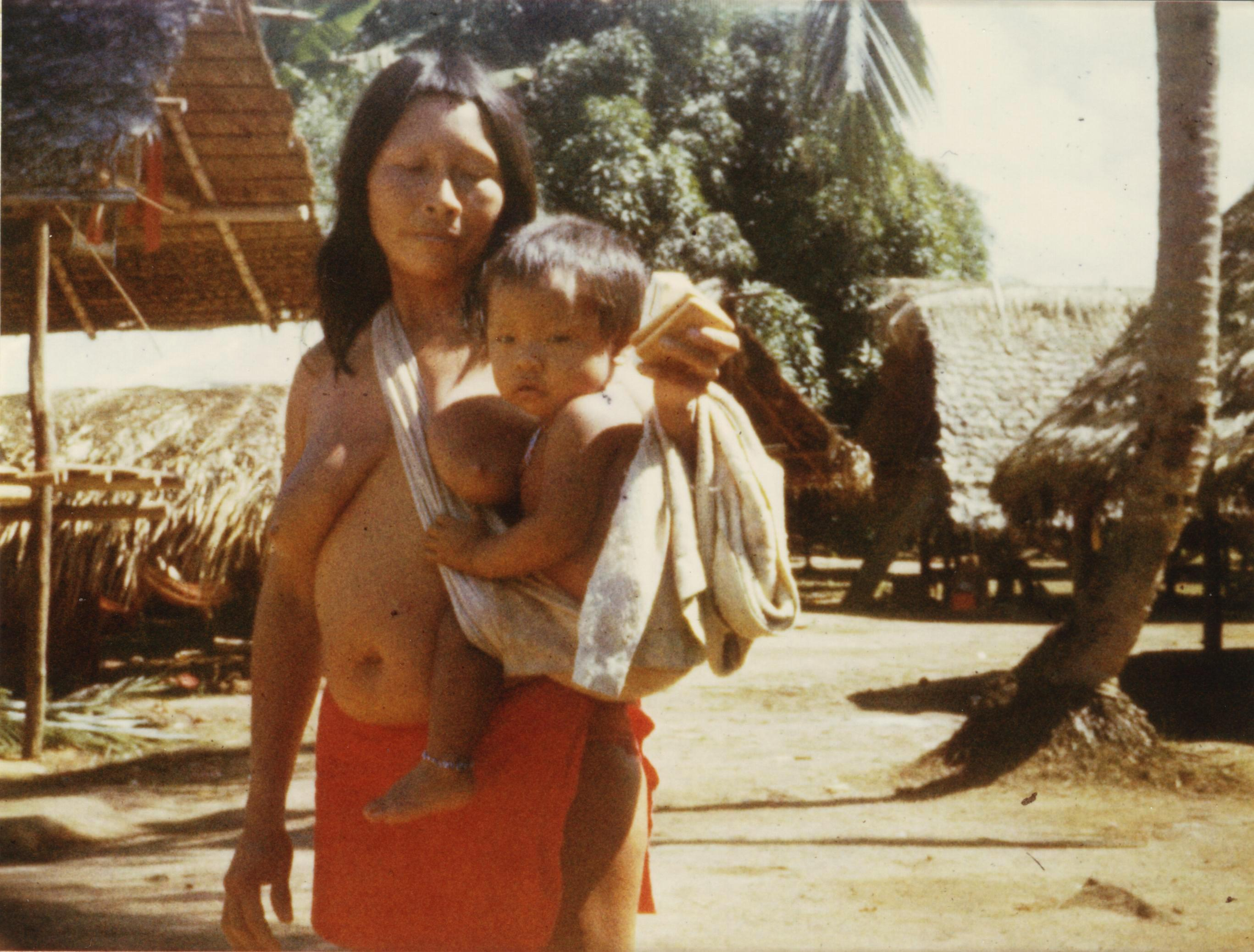
Wayana moeder en kind, Frans-Guyana
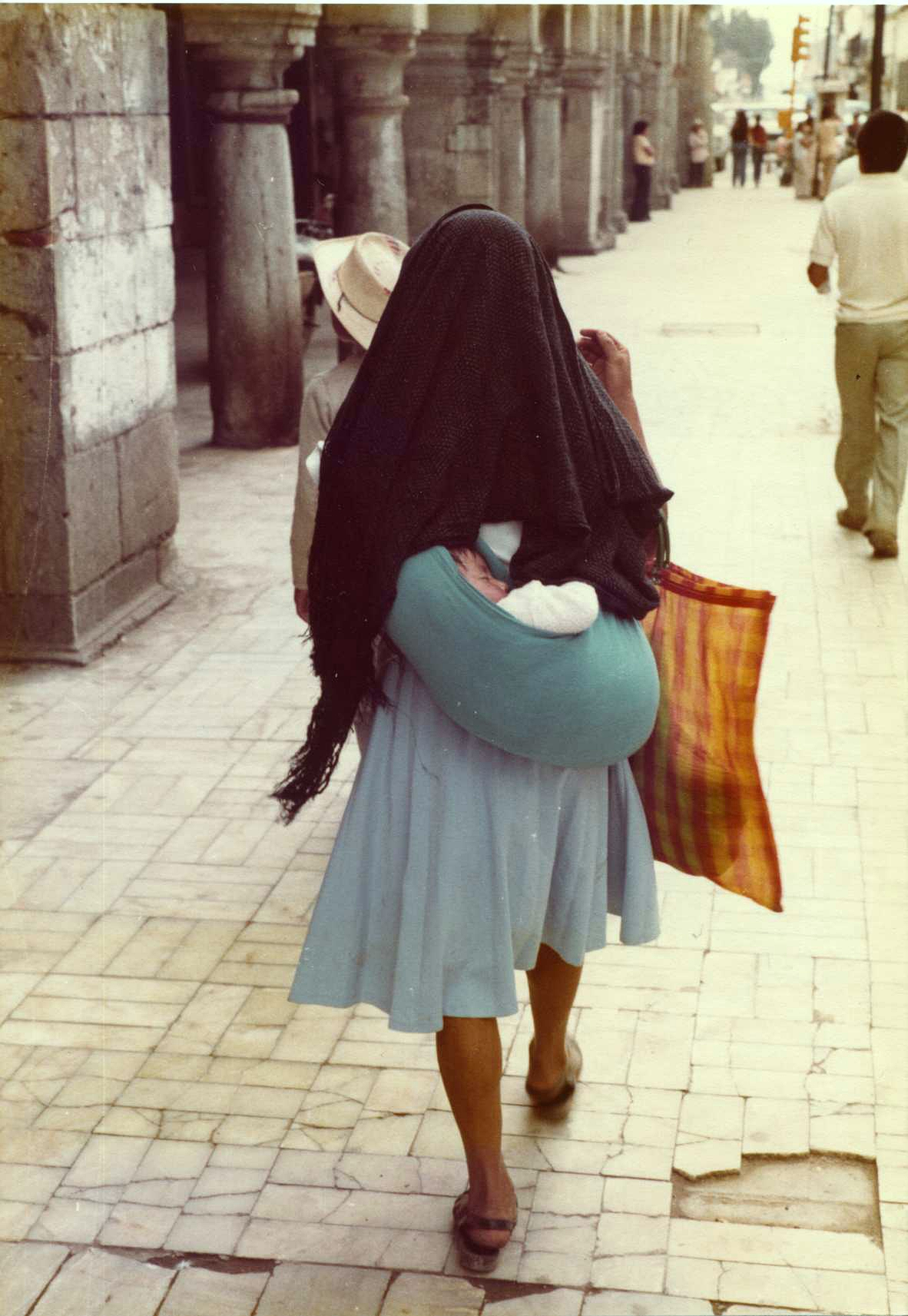
Maya moeder met baby, Mexico
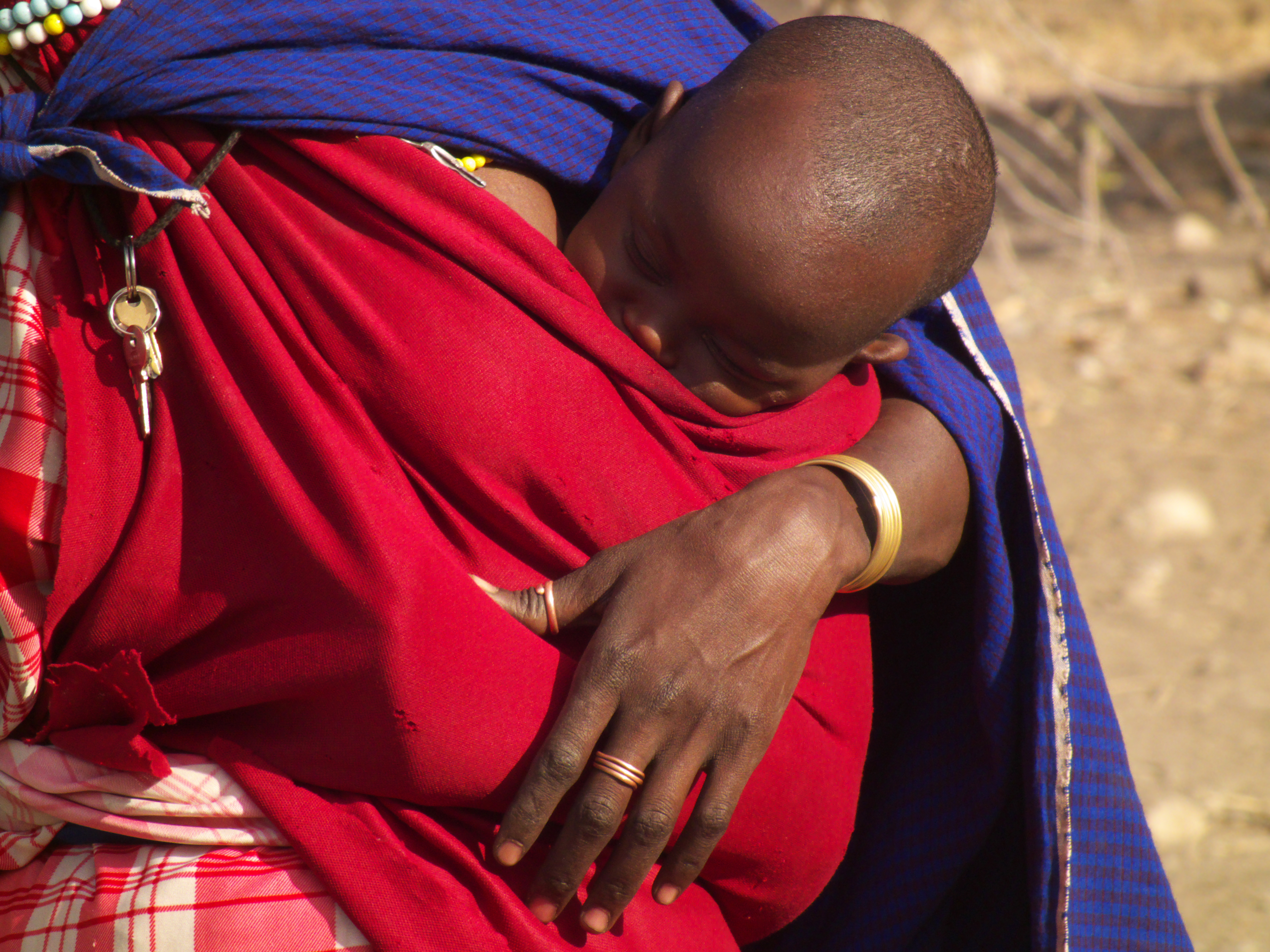
Masai moeder met baby, Tanzania
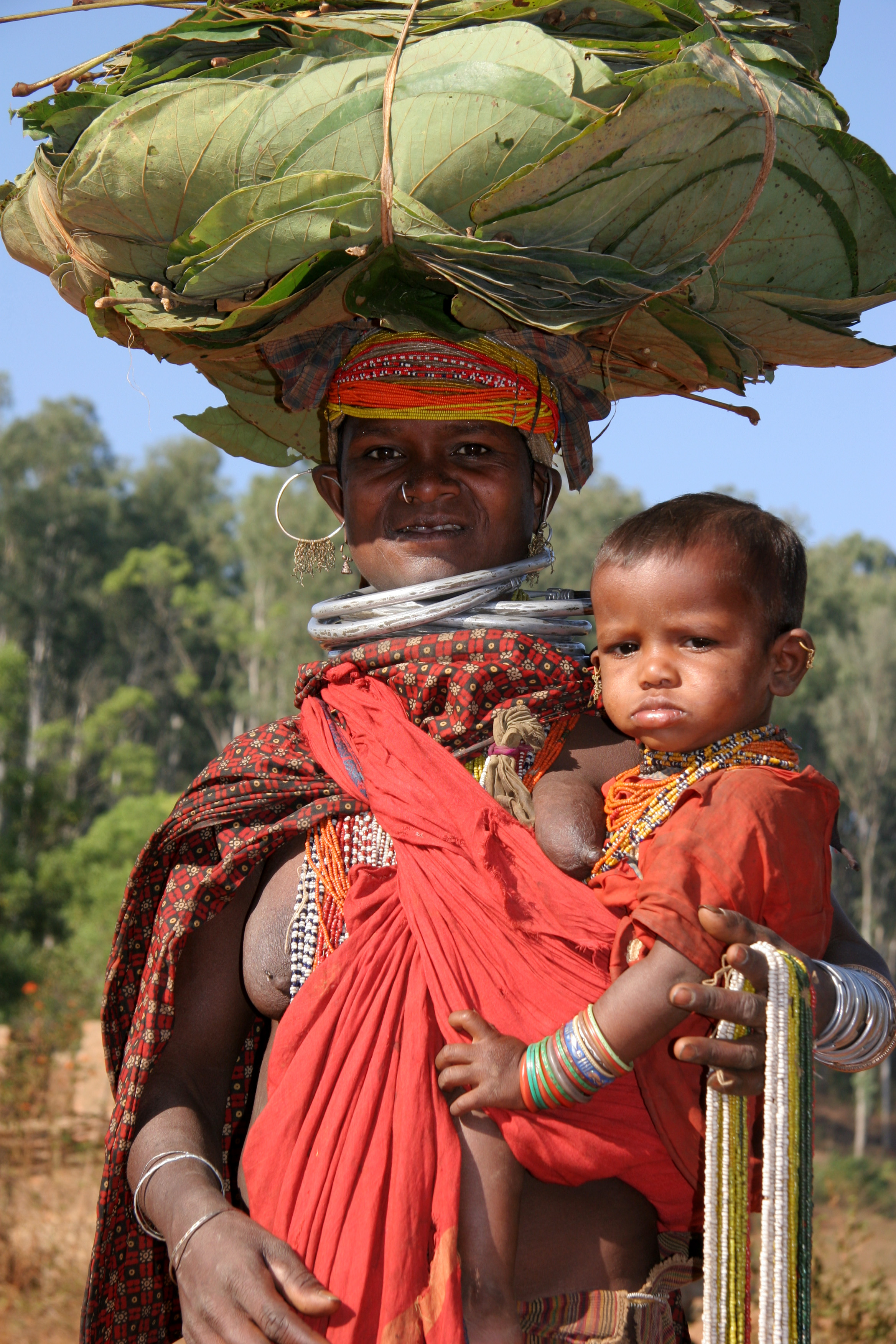
Bonda moeder met baby, India
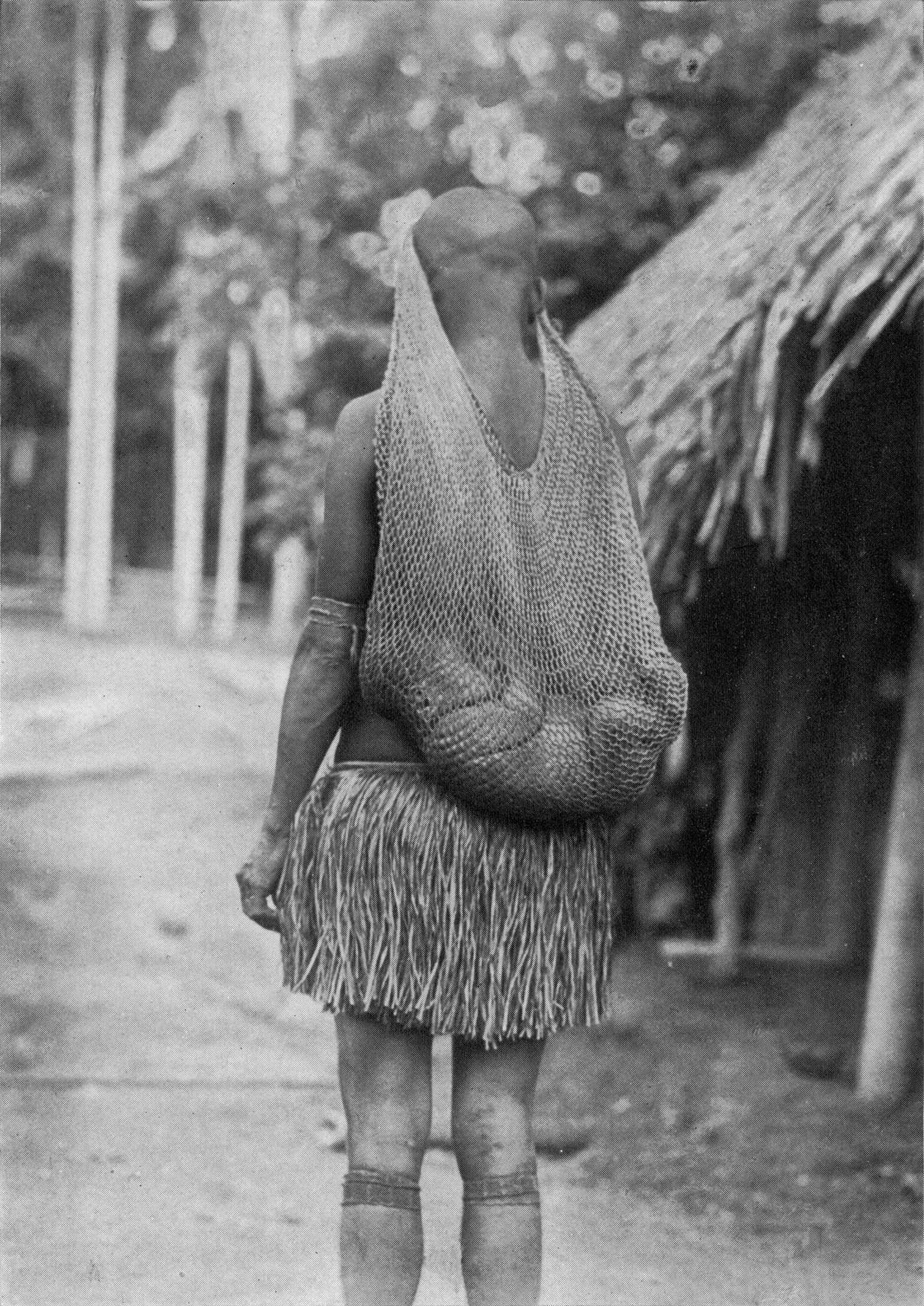
Kind in hoofddraagdoek, Nieuw-Guinea